# Пула (Італія)
Пула (італ. Pula, сард. Pula) — муніципалітет в Італії, у регіоні Сардинія,  провінція Кальярі.
Пула розташована на відстані близько 440 км на південний захід від Рима, 25 км на південний захід від Кальярі.
Населення — 7357 осіб (2014).
Щорічний фестиваль відбувається 24 червня. Покровитель — святий Іван Хреститель.

## Демографія
Населення за роками:

Станом на 1 січня 2023 року в муніципалітеті офіційно проживало 196 іноземців з 41 країни, серед них 69 громадян країн Євросоюзу та 6 громадян України.

## Сусідні муніципалітети
- Домус-де-Марія
- Сантаді
- Саррок
- Теулада
- Вілла-Сан-П'єтро